# Linyola
Linyola – gmina w Hiszpanii, w prowincji Lleida, w Katalonii, o powierzchni 28,72 km². W 2011 roku gmina liczyła 2661 mieszkańców.